# 金井美樹 (1988年生)
金井美樹（かない みき、1988年8月5日 - ）は埼玉県出身の女優。劇団東俳に所属していた。

## 略歴
小学4年の時（1998年）に友達の影響で劇団東俳に入団。初の仕事はCM出演。劇団のレッスンにも意欲的に参加し、ドラマ・映画などに入団1年後位から多数出演。
2003年に高校受験のために一時休業、2004年の後半に復帰し準団員として活動していたが2006年12月に退団。
現在は事務所等には所属していない。

## 人物
- 高校時代は吹奏楽部に所属し、テナーサックス・アルトサックスを吹いていた。
- 自ら楽器も演奏する（ピアノ、バイオリン、サックス等）。
- 脚本家の井上由美子を尊敬している。
- 東京ミュージック&メディアアーツ尚美卒業。

## 出演

### CM
- ECCジュニア
- トイザらス
- 文具券
- NTTドコモ「505iS」
- 明治製菓
- 日本マクドナルド
- ミニストップ
- 東京ディズニーリゾート
- 川嶋あい「12個の季節〜4度目の春〜」
- NTTドコモ四国
- ノーベル製菓VC3000のど飴

### テレビドラマ
- 温泉へ行こう第1シリーズ（1999年、TBS）
- あすか（1999年、NHK）
- 2000年ドラマスペシャル〜百年の物語〜三夜連続（2000年、TBS）
- 傷だらけのラブソング（2001年、フジテレビ）
- 相棒（2002年、テレビ朝日）
- 美女か野獣（2003年、フジテレビ）
- 松本清張 黒革の手帖（2004年、テレビ朝日）
- 野ブタ。をプロデュース（2005年、日本テレビ）
- アンフェア（2006年、フジテレビ）
- ギャルサー（2006年、日本テレビ）
- マイ★ボス マイ★ヒーロー（2006年、日本テレビ）
- 名探偵コナン10周年ドラマスペシャル「工藤新一への挑戦状〜さよならまでの序章（プロローグ）」（2006年、日本テレビ）
- のだめカンタービレ（2006年、フジテレビ）
- ハケンの品格（2007年、日本テレビ）
- バンビ〜ノ!（2007年、日本テレビ）
- 受験の神様（2007年、日本テレビ）
- ライフ（2007年、フジテレビ）
- ハンチョウ〜神南署安積班〜シリーズ2（2010年、TBS）

### 映画
- 踊る大捜査線 THE MOVIE（1998年）
- ガメラ3 邪神覚醒（1999年）
- 千里眼シリーズ（2000年）
- 犬夜叉※声の出演（2001年）
- ジョゼと虎と魚たち（2003年）
- 花とアリス（2003年）
- クレヨンしんちゃん 嵐を呼ぶ!夕陽のカスカベボーイズ※声の出演（2004年）
- 笑う大天使（2006年）
- 時をかける少女※声の出演（2006年）

### その他
- SMAPの夏のコンサートツアーSmapで香取慎吾扮する「慎吾ママのおはロック」バックダンサー（2000年）
- エステー化学ドリームミュージカル2001『アルプスの少女ハイジ』バックダンサー（2001年）
- テレビ朝日ミュージックステーションV6「HONEY BEAT」バックダンサー（2007年）
- CSキッズステーションアニぱら音楽館ナレーション（2007年）
- 新宿アルタ アルタビジョン bijin-tokei（2010年）

## 交友関係
- 松尾真冬（制服向上委員会 第8期生）